# Santa Cruz do Xingu
Santa Cruz do Xingu – miasto i gmina w Brazylii, w stanie Mato Grosso.